# Bereczky Albert
Bereczky Albert (Budapest, 1893. augusztus 10. – Budapest, 1966. július 4.) református lelkész, a Dunamelléki Református Egyházkerület püspöke 1948-tól 1958-ig, országgyűlési képviselő.

## Korai évei
Budapesten született, édesanyja báró Pongrácz Mária katolikus, törvény szerinti apja Bereczky Endre református földbirtokos volt. 1893. december 14-én római-katolikus szertartás szerint  keresztelték meg, keresztapja – meglehet apja – gróf Apponyi Albert volt. Édesapja korai halála után anyja Dunabogdányban lett postamester és a helyi református lelkész-tanítóhoz, Kovács Gézához ment feleségül.

## Tanulmányai
A család katolikus és református ága közötti feszültségek hatással voltak neveltetésére. Tanulmányait a váci piaristáknál kezdte, majd a kunszentmiklósi református algimnáziumba, később a Kecskeméti Református Főgimnáziumba járt.
Kecskemétet Pápa követte, ahol a Konfirmált Ifjak Egyesületében találkozott először Victor Jánossal, a Magyar Evangéliumi Keresztyén Diákszövetség (MEKDSZ) titkárával, itt kötött barátságot Szabó Imre későbbi budapesti esperessel, Kiss Gézával, aki később az Ormánság elismert szociográfusává vált és Tildy Zoltánnal, akivel együtt vett részt a MEKDSZ nyári konferenciáján a felvidéki Felsőszeliben, ahol megtérésélménye volt.
Édesanyja szándékai ellenére, aki fiát a Keleti Akadémiára és diplomáciai pályára szánta, Bereczky barátai hatására a Pápai Teológiai Akadémia hallgatója lett. Kápláni vizsgája előtt bázeli tanulmányúton vett részt. Második lelkészképesítő vizsgáját megelőzően Balassagyarmaton és Salgótarjánban volt segédlelkész.

## Evangelizáció, gyülekezetépítés, zsidómentés
Lelkészként nevelőapja gyülekezetében, Dunabogdányban mutatkozott be, melyet Pécel követett, ahol a Péceli Kör belmissziói szellemiségét tovább vivő Hit és Szolgálat Mozgalom főtitkárává és utazólelkészévé választották. Emellett a Tahitótfalu székhellyel működő, Tildy Zoltán alapította Magyar Traktátus Társaság és a Sylvester Nyomda igazgatója is lett. Evangelizáló körútjainak köszönhetően rövid időn belül országos ismertségre  tett szert. 1927-ben Tildyvel közösen szervezte meg Budapesten az I. Református Nagygyűlést, majd 1930-ban együtt költöztették a Sylvester Nyomdát Budapestre. A Bethesda Kórház telkén többemeletes épületet építettek neki, ahova beköltözött a Tildy és Bereczky család is. A nyomda csődbemenetelét követően a Külső-Lipót-Terézvárosi missziói egyházrész anyaegyházközséggé szervezésével bízta meg Ravasz László dunamelléki püspök, melyet 1931. december 6-ra teljesített. Karizmatikus szolgálataival a közélet számos tagjának, így Ignácz Rózsának és Zsindelyné Tüdős Klárának a lelkesedését vívta ki. . A Ravasz László megbízásából általa szervezett gyűjtésből épült fel 1940-ben a Pozsonyi úton a Hálaadás-templom, ahová aztán „együtt jártak az angyalföldi munkások és a Nagykörút polgárai."
Az 1930-as évek végén már írásban is megjelentnek a zsidók üldözését elítélő cikkei, közleményei. 1938-tól megszervezte az üldözötteket mentő szolgálatot, prédikációiban síkra szállt az elkövetett jogtalanságok orvoslása érdekében. Zsidókat bújtattak, később élelmet hordtak vezetésével a gettóba. Bereczky szolidaritásból még hosszú hajat és szakállt is növesztett ebben az időben. 1944-ben nagy számban készített hamis, kitöltetlen keresztlevelet adtak át a zsidó közösségnek. Bereczky hatására a zsidóság egy része valóban áttért a keresztény hitre. Embermentő helytállásáért a jeruzsálemi Jad Vasem intézet 1997-ben posztumusz a „Világ Igaza” címmel tűntette ki.
A két világháború között tagja volt a titkos, hazafias szervezetnek, a Magyar Testvéri Közösségnek. Magyarország német megszállását követően Tildy oldalán aktívan bekapcsolódott az ellenállási mozgalomba.
A háború után Tildy ösztönzésére belépett a Független Kisgazdapártba (FKGP), mely színeiben beválasztották az Ideiglenes Nemzetgyűlésbe. Az 1945-ös választásokon a nagy-budapesti területi listáról jutott a törvényhozásba, ahol rövid ideig a Vallás- és Közoktatásügyi Minisztériumban volt államtitkár. Sokat dolgozott az egyház és az állam közötti megegyezés érdekében. Bekapcsolódott az FKGP felsővezetésébe, 1947. szeptember 12-én a politikai bizottság tagja lett egészen 1948. április 17-éig maradt e tisztségében.. Az 1947-es választásokon a nagymértékű kommunista csalások ellenére is sikerült mandátumot szereznie.
Rákosiék koncepciós persorozatának előkészítése során  az ÁVO Bereczky ellen is gyűjtött terhelő anyagokat. Rákosi döntésén múlt, hogy vádlott, vagy pedig református püspök lesz-e belőle. Az ébredés egyik emblematikus alakjaként Bereczky hitt abban, hogy az új Magyarország új református püspöke lehet, Rákosiék elhitették vele, hogy ő lesz a kiegyezés embere, a „keskeny úton’ haladó egyházat ő mentheti meg a szocialista korszakban. Elhivatottsága tekintetében személyes megerősítést is kapott a kor jelentős svájci teológusától, Barth Károlytól annak budapesti látogatása során, akin keresztül a nyugati egyházi körök azt sugallták, hogy egyházi szinten is ki kell egyezni a Szovjetunióval.

## Püspöki szolgálata
Ravasz Lászlót követően, Rákosi Mátyás határozott nyomására ő lett a dunamelléki református egyházkerület püspöke 1948. július 16-tól. 1948. október 7-ei hatállyal lemondott parlamenti mandátumáról. Ravasz később azt írta, hogy szellemi szakítása akkor történt meg Bereczkyvel, mikor az a teológiai tanítást beáldozva, a marxizmust Isten kegyelmi eszközének tekintve a „keskeny út teológiájával" legitimálni kezdte a kommunista politikát, vagyis feladta a tiszta evangélium hirdetését.” Bereczky meggyőződése volt, hogy azért kell igenelni a szocializmust, „mert itt élünk és itt a szocializmus világa van”. Ravasz megfogalmazása szerint ezzel „az egyházat gyengíteni az egyház által” cél megvalósulását szolgálta.
Bereczkyre püspöksége előrehaladtával egyre kevésbé volt jellemző a korábbi mély szolidaritásérzete, nem szállt síkra nyíltan az 1951-es kuláküldözés és kitelepítés sújtotta reformátusok mellett, sőt, a kiállást az üldözöttek mellett a lelkészeinek és a gyülekezeti tagoknak is megtiltotta. Komoly strukturális és szellemi kárt okozott a kommunisták felé való „túlteljesíteni akarásával" a Magyar Református Egyháznak azzal, hogy hogy a sárospataki teológia mellett pápai alma materét is államosítani hagyta, szükségtelenül  „beáldozva" azokat, Horváth János, az Állami Egyházügyi Hivatal korábbi vezetője szerint. Kialakult érzéketlenségének megrendítő példája volt, hogy „annyit sem engedett, hogy gyerekkori jó barátja, Szabó Imre – miután megfosztották esperesi rangjától és elhelyezték a fasori gyülekezetből – legalább saját unokáját megkeresztelhesse a fasori templomban.”
1949 és 1958 között vezetője volt a református konventnek és zsinatnak. Az egyházi békemozgalom egyik vezető személyisége, az Országos Béketanács és a Hazafias Népfront elnökségének tagja volt.
1956. augusztus 22-én a Református Világszövetség európai tagozatának emdeni gyűléséről való hazaútja során Bereczky Brémában agyvérzést kapott és jobb oldalára megbénult. Az 1956-os forradalom idején, mikor a Kálvin téri templomnál már az akasztását is követelték, akkor a lányai kérésére lemondott, mely lemondást aztán a régi-új hatalom semmisnek tekintett.
Az 1957. november 11-én összeülő dunamelléki egyházkerületi közgyűlésen a „Mérlegretételünk”  címet adta püspöki beszámolójának. A jelentést az önigazolási szándék hatotta át, Bereczky azt próbálta bizonygatni, hogy az egyházat gyengíteni látszó intézkedéseivel tulajdonképpen az egyház megmentésén fáradozott.
A Magyar Népköztársaság Elnöki Tanácsa Bereczkyvel együtt összesen 23 – köztük hét református – egyházi személyt a Magyar Népköztársaság Zászlórendje IV. fokozatával tüntetett ki az ellenforradalom alatt a népi hatalom mellett tanúsított bátor helytállásáért és az állam és az egyház jó viszonyának érdekében kifejtett munkásságáért. A kitüntetést a Parlamentben Dobi Istvántól vehették át 1957. december 30-án – egy nappal Gulyás Lajos levéli lelkipásztor kivégzése előtt. A kitüntetettek nevében Bereczky Albert mondott beszédet „Szeretjük szocialista hazánkat úgy, hogy látjuk és szeretjük benne a népet” címmel.
Egyre súlyosbodó betegsége miatt egyházi tisztségeiről 1958. december 18-án lemondott.
1966. július 4-én, életének 73. évében hunyt el Budapesten.

## Család
1916. szeptember 26-án kötött házasságot Bencsik Piroska, mezőtúri születésű tanítónővel.
Leányai Piroska (1917), Mária (1919) és Katalin, (ifj. Tildy Zoltánné).

## Művei

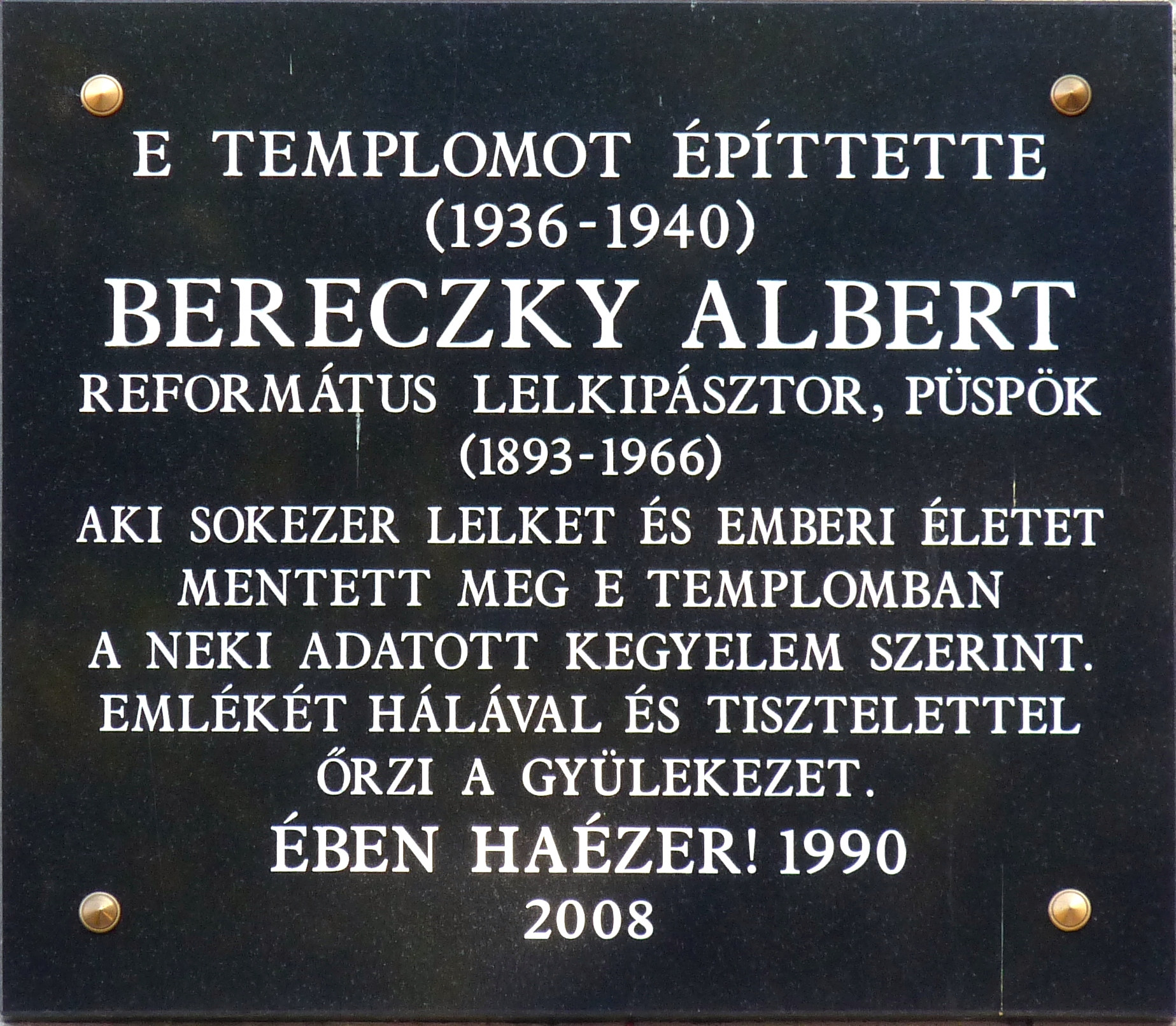
Emléktáblája a Pozsonyi úton épült Hálaadás-templom falán

- Két prédikáció a reformáció négyszáz éves emlékünnepére (Budapest, 1917)
- Vigasztaló írás (Budapest, 1921)
- Krisztus győz (Prédikációk, Tildy Zoltánnal együtt) (Tahitótfalu, 1922)
- Miért kereszteljük meg gyermekeinket? (Budapest, 1925)
- Hogyan válasszunk keresztszülőt? (Budapest, 1926)
- Egy föld nélküli nagyhatalom (Budapest, 1927)
- Pünkösti üzenet (Budapest, 1931)
- Simeon karácsonyi üzenete (Budapest, 1932)
- Négy reformációi beszéd (Budapest, 1933)
- Új bor – új tömlő (Reformációi beszédek, Budapest, 1934)
- Az igazi imádság (8 prédikáció a Miatyánkról) (Budapest, 1934)
- Boldogok (8 prédikáció Jézus boldogmondásairól) (Budapest, 1935)
- A kettő közül melyiket? (Budapest, 1935)
- A lélek otthona (Budapest, 1935)
- Békesség nektek (Budapest, 1936)
- Kicsoda néked Jézus? (Budapest, 1936)
- A Szentlélek megszomorítása (Budapest, 1936)
- Titkos bűnök (Budapest, 1936)
- Majdnem (Budapest, 1936)
- Nem tudjátok-e? (Budapest, 1937)
- Van-e út Istenhez? (Budapest, 1937)
- A zsidók „titka” (2 beszéd) (Budapest, 1938)
- Félelem és bizalom (Budapest, 1938)
- Látni akarjuk Jézust (Budapest, 1938)
- A békesség maga Jézus (Budapest, 1939)
- A nagy intés (Budapest, 1939)
- Van-e otthonod? (Budapest, 1939)
- Szeret az Isten (Prédikációk) (Budapest, 1941)
- Dicsőség Istennek (Budapest, 1941)
- Életünk főfoglalkozása (Budapest, 1942)
- A magyar protestantizmus a zsidóüldözések ellen (Budapest, 1945)
- Két ítélet között (Budapest, 1947)
- Biztonság, bizonyosság, békesség (Budapest, 1948)
- Csend; szerk. Bereczky János, Tildy Katalin, Nagy Kázmér; magánkiad., Szeged, 2017